# Онуфріївський чоловічий монастир
Жаботинський Свято-Онуфріївський монастир — чоловічий православний монастир, розташований поруч із селом Медведівка (нині Черкаського району Черкаської області). Перебуває під контролем УПЦ МП
Заснований не пізніше 1706 року: саме тоді київський митрополит (Варлаам Ясинський) просив для монастиря підтримки від гетьмана Івана Мазепи. 1711 року тут збудовано кам'яний храм во ім'я преподобного Онуфрія Великого. 1752 року монастир підтримав власним коштом чигиринський староста Ян Яблоновський. В 1758—1762 роках зведено дерев'яний Свято-Успенський собор з бічними вівтарями освяченими на честь святого Миколи Чудотворця і великомучениці Варвари. 
В монастирі зберігалися дві чудотворні ікони: Успіння Божої Матері та Онуфрія Великого. 
1928 року був закритий. В 1993 році монастир відроджено.